# Karl Voss (Bildhauer)
Karl Voss (* 5. November 1825 in Dünnwald bei Köln; † 22. August 1896 in Bonn) war ein deutscher Bildhauer.

## Leben und Werk

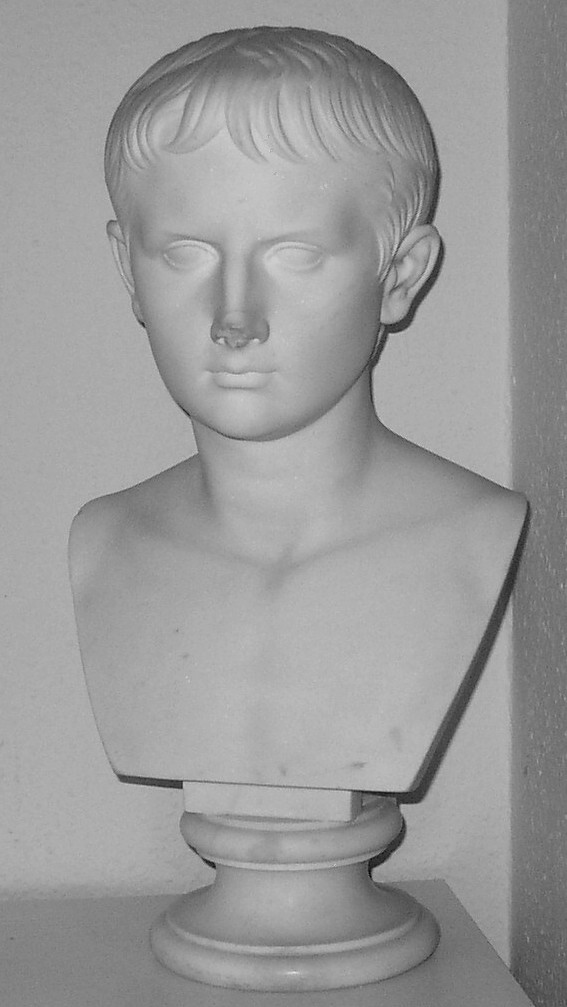
Kaiser Augustus (Büste nach antikem Vorbild). Karl Voss (1871)

Karl Voss studierte in München und Brüssel und lebte von 1850 bis 1894 in Rom, wo er zahlreiche ideale Bildwerke im Geiste der Antike schuf, die auch in Deutschland großen Beifall fanden, z. B. „Bacchantin mit Bacchus scherzend“, „Hebe tränkt den Adler“, „Rebekka am Brunnen“, „Amor und Psyche“. Er wurde den sogenannten „Deutschrömern“ zugerechnet, für die Friedrich Wilhelm IV. von Preußen eine Vorliebe hegte. Deshalb sind von Voss auch im Raffael-Saal des Orangerieschlosses in Potsdam zwei Skulpturen erhalten (Ganymed und Hebe).
Der Maler Carl Leopold Voss (1856–1921) war sein Sohn.